# Parenchelyurus
Parenchelyurus is een geslacht van straalvinnige vissen uit de familie van naakte slijmvissen (Blenniidae). Het geslacht is voor het eerst wetenschappelijk beschreven in 1972 door Springer.

## Soorten
- Parenchelyurus hepburni (Snyder, 1908)
- Parenchelyurus hyena (Whitley, 1953)